# 샤하브-2

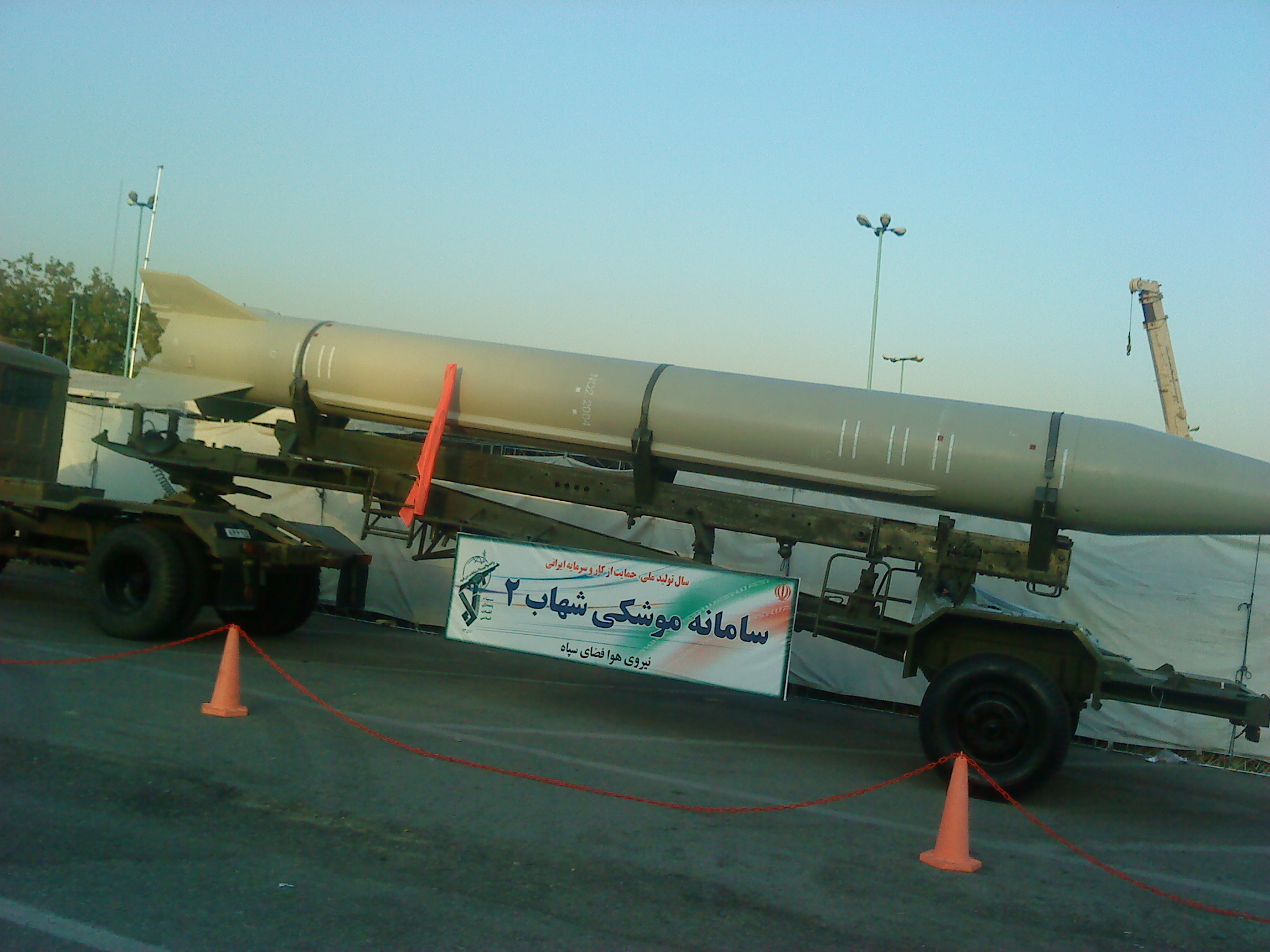

샤하브-2는 이란의 단거리 지대지 탄도 미사일이다. 조선민주주의인민공화국의 화성 6호 또는 스커드 B 미사일을 도입하여 1990년부터 생산된 것으로, 샤하브-1의 후속버전이다.
미사일의 CEP는 50 m이며, 쿠웨이트, 카타르, 오만, 이라크, 이스라엘의 목표물을 타격할 수 있다.
2006년 11월 2일 이란은 10일간의 미사일 시험발사를 했다. 샤하브-3도 시험발사되었다. 이것은 미국 주도의 페르시아만에서의 2006년 10월 30일의 대량살상무기 방지훈련의 이후에 바로 발사된 것이다.

## 제원
- 유형: 단거리 지대지 탄도 미사일
- 실전배치: 1990년부터 현재까지
- 생산자: 이란
- 중량: 6,370-6,500 kg
- 길이: 11.37–12.29 m
- 직경: 0.885 m
- 탄두: 1개
- 엔진: 액체연료
- 사거리: 750 km
- CEP: 50 m

## 같이 보기
- 이란의 샤하브-1 - 조선민주주의인민공화국의 화성 5호 - 스커드 B 미사일
- 이란의 샤하브-2 - 조선민주주의인민공화국의 화성 6호 - 스커드 C 미사일
- 이란의 샤하브-3 - 조선민주주의인민공화국의 화성 7호 - 노동 1호 미사일
- 이란의 샤하브-4 - 조선민주주의인민공화국의 대포동 2호